# Zodariidae
Zodariidae är en familj av spindlar. Zodariidae ingår i ordningen spindlar, klassen spindeldjur, fylumet leddjur och riket djur. Enligt Catalogue of Life omfattar familjen Zodariidae 846 arter. 

## Utseende
Spindlarna i familjen är små, mörka, relativt långbenta och med åtta ögon. Många arter efterliknar myror.

## Levnadssätt

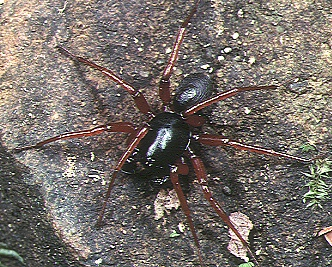
Mallinella fulvipes - en av myrspindel-arterna.

De arter som kallas myrspindlar har ofta myror som föda, och efterliknar de myror de jagar, inte bara i utseende utan också i beteende. Detta gör att myrspindeln kan ta sig in i och ut ur myrstackar utan att attackeras. Myrspindeln går på de bakersta tre benparen och håller upp det främsta paret som myrantenner.

## Utbredning
Familjen är utbredd över i princip hela jorden i områden med varmtempererat klimat.

## Bildgalleri

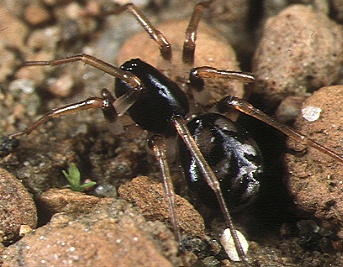
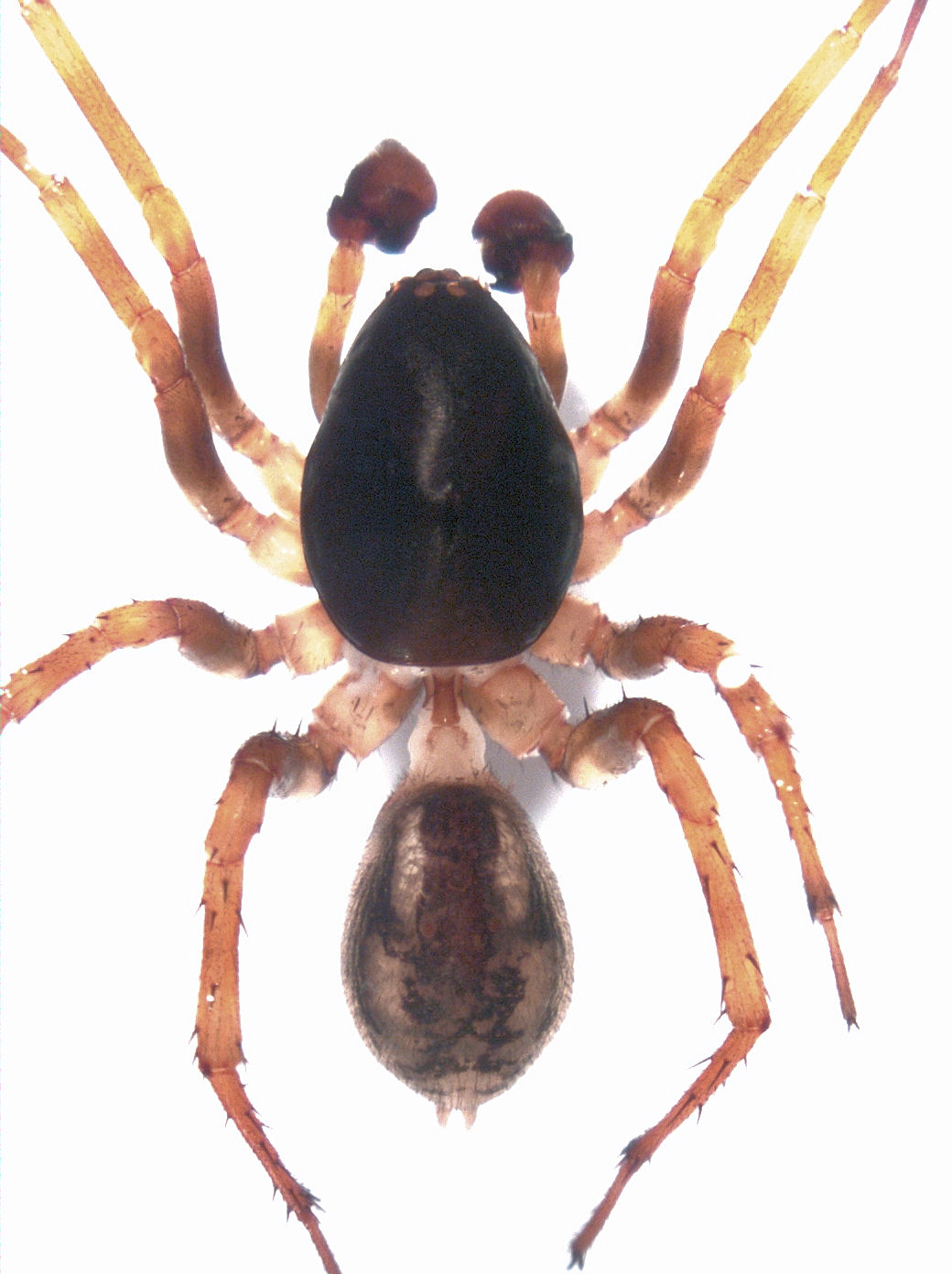

## Dottertaxa till Zodariidae, i alfabetisk ordning[1]
- Akyttara
- Amphiledorus
- Antillorena
- Asceua
- Aschema
- Asteron
- Australutica
- Basasteron
- Caesetius
- Capheris
- Cavasteron
- Chariobas
- Chilumena
- Cicynethus
- Colima
- Cryptothele
- Cybaeodamus
- Cydrela
- Cyrioctea
- Diores
- Dusmadiores
- Epicratinus
- Euasteron
- Euryeidon
- Forsterella
- Habronestes
- Heradida
- Heradion
- Hermippus
- Hetaerica
- Holasteron
- Indozodion
- Ishania
- Lachesana
- Leprolochus
- Leptasteron
- Lutica
- Madrela
- Mallinella
- Mallinus
- Masasteron
- Mastidiores
- Microdiores
- Minasteron
- Neostorena
- Nostera
- Notasteron
- Palaestina
- Palfuria
- Pax
- Pentasteron
- Phenasteron
- Platnickia
- Procydrela
- Psammoduon
- Psammorygma
- Pseudasteron
- Ranops
- Rotundrela
- Selamia
- Spinasteron
- Storena
- Storenomorpha
- Storosa
- Subasteron
- Suffasia
- Tenedos
- Thaumastochilus
- Tropasteron
- Tropizodium
- Trygetus
- Zillimata
- Zodariellum
- Zodarion